# Adolf Klímek (vědec)
Adolf Klímek (15. ledna 1921 Praha – 21. listopadu 2009 Praha) byl český inženýr-elektrotechnik, vědecký redaktor a kandidát věd.

## Životopis
Po maturitě v roce 1940 na reálném gymnáziu absolvoval abiturientský kurz na Vyšší průmyslové škole elektrotechnické (nyní Střední průmyslová škola sdělovací techniky) v Praze. V období 1942-1945 působil jako technický úředník v elektrotechnické továrně ČKD ve Vysočanech.
Po válce studoval elektrotechniku na Českém vysokém učení technickém (ČVUT) v Praze a v roce 1949 se stal inženýrem (Ing.) Díky stipendiu si mohl doplnit odbornou praxi v elektrotechnické továrně FACEJ v Jeumontu (Nord-Pas-de-Calais) ve Francii. Navštěvoval též přednášky z matematiky a fyziky na Université de Paris a po návratu pokračoval na Francouzském institutu Ernesta Denise v Praze.
Redigoval elektrotechnické knihy a časopisy Slaboproudý obzor a Elektrotechnik, jejichž nakladatelem byl ESČ a později vydavateľstvo SNTL. Díky svým odborným a jazykovým znalostem, širokému odbornému rozhledu a mimořádné svědomitosti dosáhl hodnosti vědeckého redaktora a jeho redakční činnost byla vysoce hodnocena.
Od roce 1956 působil v Laboratoři pro automatizaci a telemechaniku při Československé akademii věd (ČSAV), kde pracoval v oboru automatizační techniky. V roce 1959 přešel do nově zřízeného Ústavu teorie informace a automatizace (ÚTIA) při ČSAV, kde se specializoval na využití polovodičových součástek v automatizační technice.
V období 1960-1961 absolvoval postgraduální kurz Použití samočinných počítačů v automatizaci na ČVUT v Praze. V roce 1965 obhájil kandidátskou disertační práci na téma Dynamické děje v některých polovodičových logických obvodech a získal vědeckou hodnost kandidáta technických věd (CSc.) z oboru technické kybernetiky.
Jeho návrh desetinného třídění pro obor automatizace, který vypracoval v roce 1957, převzala Mezinárodní federace pro automatické řízení (International Federation of Accountants, IFAC) a ČSAV jej poctila odměnou.

## Publikace
- Dynamické děje v některých polovodičových logických obvodech. (disertační práce), Praha 1965.
- (spoluautor): Polovodičové spínací součástky. Vydavatelství SNTL, Praha 1970.
- (spoluautor): Polovodičové součástky. Malá encyklopedie elektrotechniky, Vydavatelství SNTL, Praha1977.
- (spoluautor): Polovodičové součástky a mikroelektronické struktury. Malá encyklopedie elektrotechniky, Vydavatelství SNTL, Praha 1989.
- Technický naučný slovník. Vydavatelství SNTL, Praha 1981-1986 ↔ Adolf Klímek vytvořil mnoho hesel z oboru polovodičové a automatizační techniky.